# PDF417

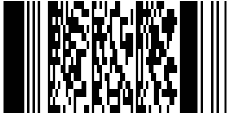
PDF417 심볼 샘플

PDF417은 운송, 신분증, 재고 관리 등 다양한 애플리케이션에 사용되는 스택형 선형 바코드 형식이다. "PDF"는 휴대용 데이터 파일을 의미한다. "417"은 코드의 각 패턴이 17개 단위(모듈) 길이의 패턴에서 4개의 바와 공백으로 구성됨을 의미한다. PDF417 기호는 1991년 심볼 테크놀로지스의 Ynjiun P. Wang 박사가 발명했다. ISO 15438에 정의되어 있다.

## 응용
PDF417은 상업 기관과 정부 기관 모두에서 많은 응용 분야에 사용된다. PDF417은 미국 우편국에서 허용하는 우편 요금을 인쇄하는 데 사용할 수 있는 형식(데이터 매트릭스와 함께) 중 하나이다. PDF417은 항공 업계의 BCBP(바코드 탑승권) 표준에서 종이 탑승권의 2D 바코드 상징으로도 사용된다. PDF417은 국토안보부가 RealID 호환 운전면허증 및 주정부 발급 신분증에 대한 기계 판독 가능 영역 기술로 선택한 표준이다. PDF417 바코드는 이스라엘 국가가 발행한 비자 및 국경 통과 카드에도 포함되어 있다.